# Madarococcus maculatus
Madarococcus maculatus är en insektsart som först beskrevs av William Miles Maskell 1890.  Madarococcus maculatus ingår i släktet Madarococcus och familjen filtsköldlöss. Inga underarter finns listade i Catalogue of Life.